# Zasnąć już
Zasnąć już – wiersz młodopolskiego poety Kazimierza Przerwy-Tetmajera, opublikowany w serii pierwszej jego poezji w 1891. Utwór jest napisany przy użyciu strofy czterowersowej rymowanej aabb, układanej jedenastozgłoskowcem. W strofie pierwszej poeta używa egzotycznego słowa nirwana. Tego samego wyrazu użyje również w programowym wierszu Hymn do Nirwany, opublikowanym w tomiku Poezje. Seria druga w 1894.
Zasnąć już!.... Noc ta pochmurna, bezgwiezdna,
posępnych widzeń krynicą jest bez dna –
zasnąć już, skłonić na nirwany łono
głowę płonącą, bez miary zmęczoną...